# 吴国宝 (元朝)
吴国宝，元朝雷州（今广东省雷州市）人。
吴国宝为人孝顺父母、友爱兄弟，父亲去世后，他在墓侧结草庐守墓。元成宗大德八年（1304年），雷州境内蝗虫泛滥伤害庄稼，只有吴国宝的田地没有损失。当时人们都说他是孝感动天所致。